# Skrawdzie
Skrawdzie (lit. Skriaudžiai) – wieś na Litwie, w okręgu kowieńskim, w rejonie preńskim, w gminie Wejwery. W 2011 roku liczyła 637 mieszkańców. 